# Hypholoma lapponicum
Hypholoma lapponicum är en svampart som först beskrevs av Elias Fries, och fick sitt nu gällande namn av Meinhard (Michael) Moser 1967. Hypholoma lapponicum ingår i släktet Hypholoma och familjen Strophariaceae.   Inga underarter finns listade i Catalogue of Life.
I den svenska databasen Dyntaxa används istället namnet Hypholoma eximium för samma taxon.  Arten har ej påträffats i Sverige.